# Havaika triangulifera
Havaika triangulifera är en spindelart som först beskrevs av Lucien Berland 1933.  Havaika triangulifera ingår i släktet Havaika och familjen hoppspindlar. Inga underarter finns listade i Catalogue of Life.